# Just Fontaine
Just »Justo« Fontaine, francoski nogometaš in trener, * 18. avgust 1933, Marakeš, Maroko, † 1. marec 2023, Toulouse, Francija.
Fontaine je v svoji karieri igral za klube Casablanca, Nice in Stade de Reims. V francoski ligi je skupno dosegel 165 golov na 200 prvenstvenih tekmah ter osvojil naslova francoskega državnega prvaka v letih 1958 in 1960.
Za francosko reprezentanco je skupno odigral enaindvajset tekem, na katerih je dosegel trideset golov. Nastopil je na Svetovnem prvenstvu 1958, kjer je s še danes rekordnimi trinajstimi zadetki popeljal reprezentanco do tretjega mesta. 
Po končani karieri nogometaša je deloval kot trener, leta 1967 je bil selektor francoske reprezentance, med letoma 1979 in 1981 maroške, deloval je tudi v klubih Luchon, Paris Saint-Germain in Toulouse.
Leta 2003 ga je Nogometna zveza Francije izbrala na najboljšega francoskega nogometaša preteklih petdesetih let. Leta 2004 ga je Pelé izbral med 125 najboljših tedaj še živečih nogometašev.